# Loncon
Il Loncon è un fiume di risorgiva che scorre nella Provincia di Pordenone e nella Città metropolitana di Venezia.
Nasce come risorgiva nel comune di Casarsa della Delizia con il nome di Rio Lin. Scorre verso sud attraversando i centri urbani di Villotta, in Friuli-Venezia-Giulia, Blessaglia e Belfiore (dove si trova un mulino storico), in Veneto. Nel territorio di Concordia Sagittaria viene canalizzato per poi sfociare nel Lemene a destra,   a sud di Portogruaro.

## Mulini
Lungo il fiume sono stati costruiti 28 mulini: 22 in provincia di Pordenone e 6 in provincia di Venezia. Dei 6 mulini nel territorio veneto, tutti situati nel comune di Pramaggiore, solo 3 rimangono in piedi: quello di Stagninbech (o di Belfiore), il Molin di Mezo e quello di Blessaglia. Gli altri 3 sono il Molino di Gerosa, Molino di Salvarolo e Molino di Prabedoi.

## Canali

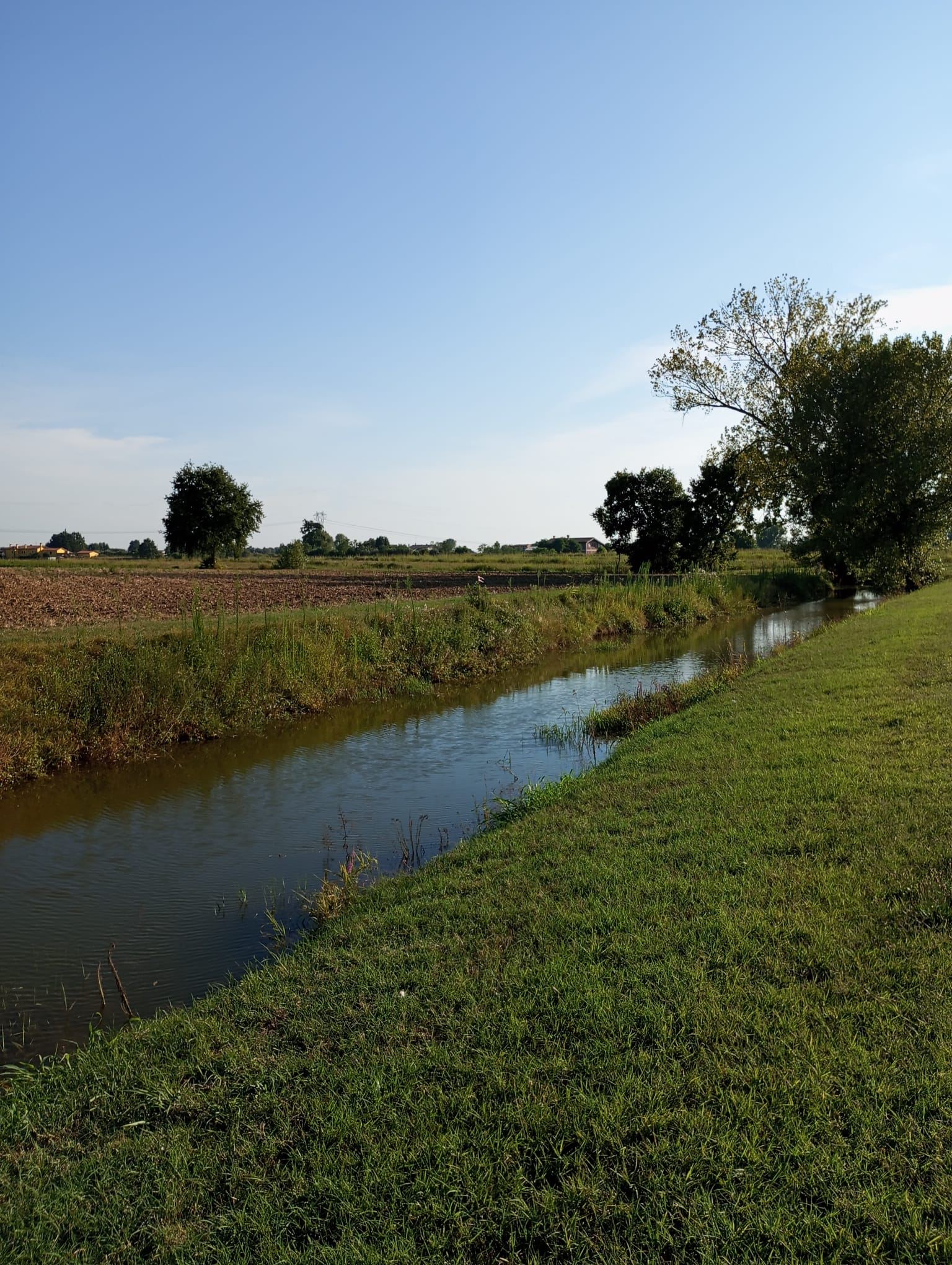
Canale Lison a circa 1 km dal Bosco Zacchi

Nel Loncon sfociano anche canali artificiali usati per irrigare i campi. Tra questi canali possiamo menzionare i Saviedi, nel comune di Pramaggiore: Saviedo al Trator, Saviedo Comugne, Saviedo Salvariol, Saviedo di mezzo. Dal comune di Cinto Caomaggiore arriva invece il Lison che si immette in un altro canale all'altezza di Pradipozzo per poi sfociare nel Loncon tra Lison e Belfiore

## Idronimo
Probabilmente deriva dal paleoslavo lonca o locca che ha il significato di palude e dall'aggettivo sloveno len, pigro